# World Series of Poker Europe 2017
Die World Series of Poker Europe 2017 war die neunte Austragung der World Series of Poker in Europa. Sie fand vom 19. Oktober bis 10. November 2017 erstmals im King’s Casino in Rozvadov statt.

## Turniere

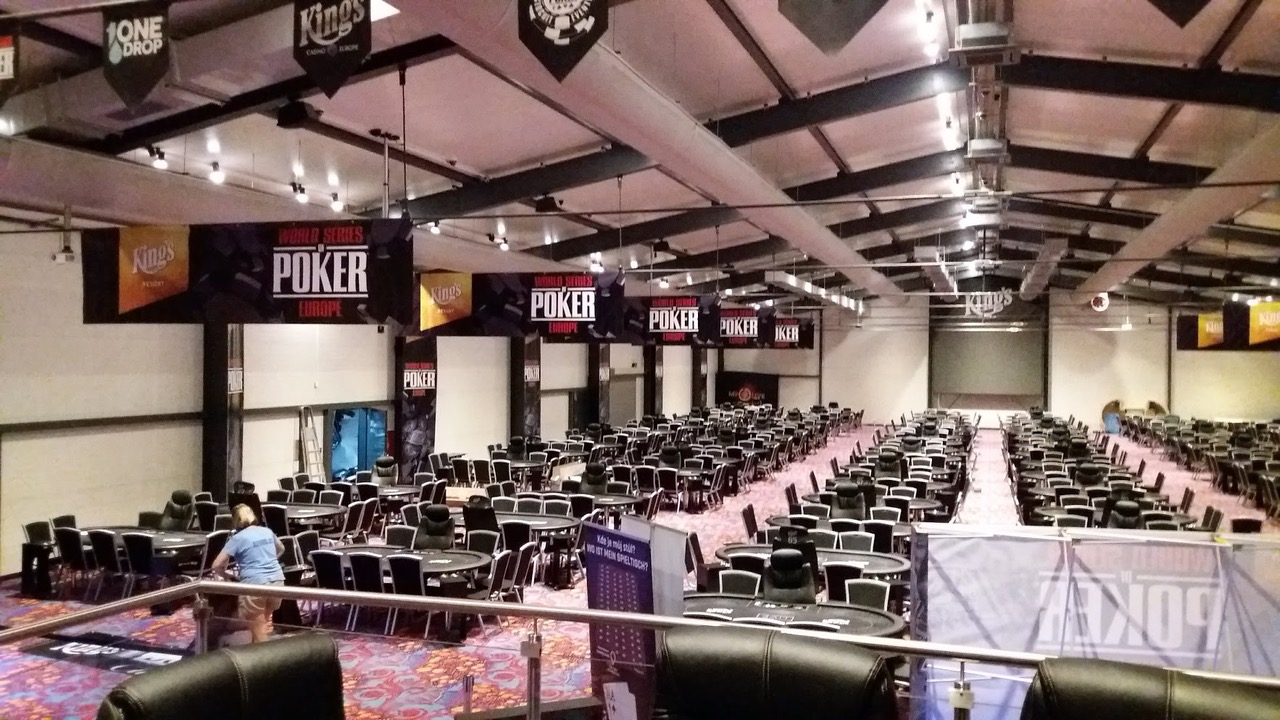
Alle Turniere wurden im King’s Casino ausgetragen

### Struktur
Es standen elf Pokerturniere auf dem Turnierplan, wovon acht in der Variante No-Limit Hold’em sowie drei in Pot Limit Omaha gespielt wurden. Der Buy-in lag zwischen 550 und 111.111 Euro. Für einen Turniersieg bekamen die Spieler neben dem Preisgeld ein Bracelet. Zudem wurde ein Super High Roller ausgespielt, das der Amerikaner Dan Shak gewann.

### Turnierplan
Im Falle eines mehrfachen Braceletgewinners gibt die Zahl hinter dem Spielernamen an, das wievielte Bracelet in diesem Turnier gewonnen wurde.
| #  | Buy-in (in €) | Turnier                                  | Turnierbeginn | Teilnehmer | Sieger                 | Herkunft               | Preisgeld (in €) |
| -- | ------------- | ---------------------------------------- | ------------- | ---------- | ---------------------- | ---------------------- | ---------------- |
| 1  | 001.100       | Monster Stack No-Limit Hold’em           | 19. Okt. 2017 | 0561       | Olexander Schtscherbak | Ukraine                | 0.117.708        |
| 2  | 000.550       | Pot Limit Omaha 8-Max                    | 23. Okt. 2017 | 0523       | Andreas Klatt          | Deutschland            | 0.056.400        |
| 3  | 001.100       | Super Turbo Bounty No-Limit Hold’em      | 25. Okt. 2017 | 0325       | Martin Kabrhel         | Tschechien             | 0.053.557        |
| 4  | 001.650       | No-Limit Hold’em 6-Handed                | 26. Okt. 2017 | 0240       | Theodore McQuilkin     | Frankreich             | 0.088.043        |
| 5  | 000.550       | Colossus No-Limit Hold’em                | 27. Okt. 2017 | 4115       | Matouš Skořepa         | Tschechien             | 0.270.015        |
| 6  | 002.200       | Pot Limit Omaha 8-Handed                 | 28. Okt. 2017 | 0191       | Lukáš Záškodný         | Tschechien             | 0.093.677        |
| 7  | 001.650       | Pot-Limit Omaha Hi-Lo 8 or Better        | 31. Okt. 2017 | 0092       | Chris Ferguson (6)     | Vereinigte Staaten     | 0.039.289        |
| 8  | 001.100       | Little One for One Drop No-Limit Hold’em | 1. Nov. 2017  | 0868       | Albert Hoekendijk      | Niederlande            | 0.170.764        |
| 9  | 025.000       | No-Limit Hold’em High Roller             | 1. Nov. 2017  | 0113       | Niall Farrell          | Vereinigtes Konigreich | 0.745.287        |
| 10 | 111.111       | High Roller for One Drop                 | 3. Nov. 2017  | 0132       | Dominik Nitsche (4)    | Deutschland            | 3.487.463        |
| 11 | 010.300       | WSOP Europe Main Event                   | 4. Nov. 2017  | 0529       | Martí Roca de Torres   | Spanien                | 1.115.207        |
| –  | 025.000       | No Limit Hold’em – Super High Roller     | 7. Nov. 2017  | 0021       | Dan Shak               | Vereinigte Staaten     | 0.210.112        |

### Main Event

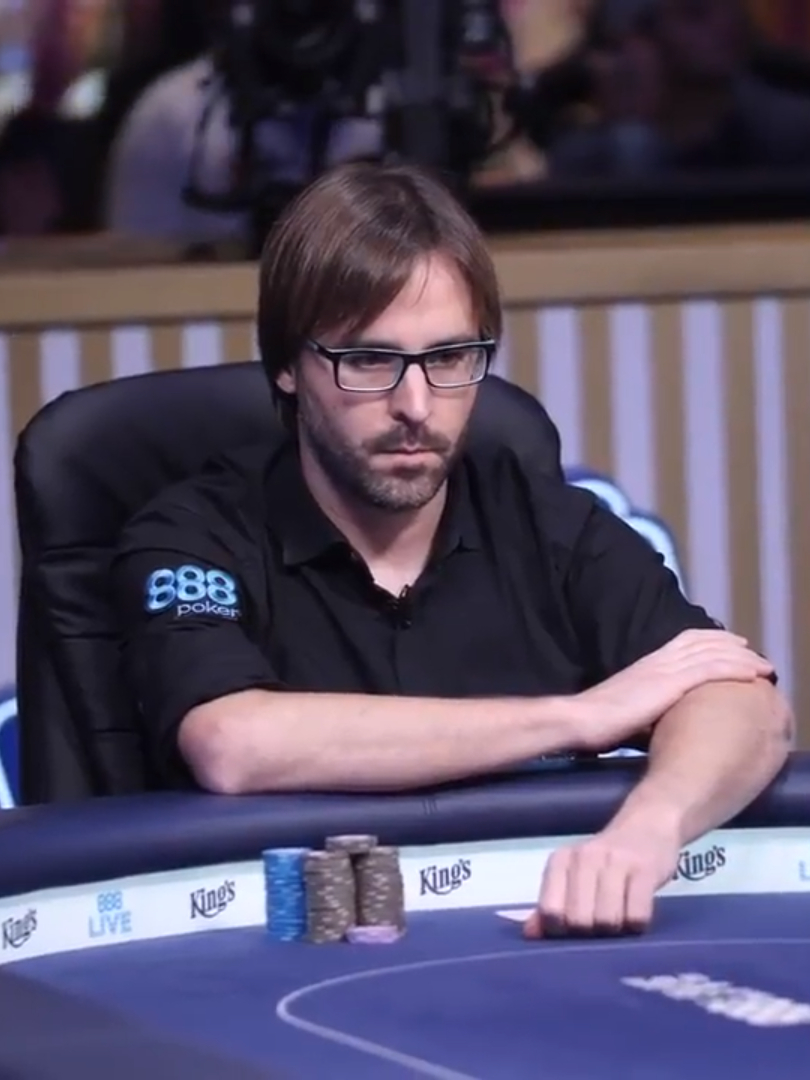
Martí Roca de Torres (2017)

Das Main Event wurde vom 4. bis 10. November 2017 gespielt. Die finale Hand gewann Roca de Torres mit Q♥ 5♦ gegen Speranzas 10♠ 8♦.
| Platz | Herkunft               | Spieler              | Preisgeld (in €) |
| ----- | ---------------------- | -------------------- | ---------------- |
| 1     | Spanien                | Martí Roca de Torres | 1.115.207        |
| 2     | Italien                | Gianluca Speranza    | 0.689.246        |
| 3     | Niederlande            | Mathijs Jonkers      | 0.476.585        |
| 4     | Vereinigtes Konigreich | Robert Bickley       | 0.335.089        |
| 5     | Vereinigtes Konigreich | Niall Farrell        | 0.239.639        |
| 6     | Vereinigte Staaten     | Maria Ho             | 0.174.365        |
| 7     | Vereinigtes Konigreich | Jack Salter          | 0.129.121        |
| 8     | Spanien                | Luis Rodriguez       | 0.097.344        |

## Player of the Year

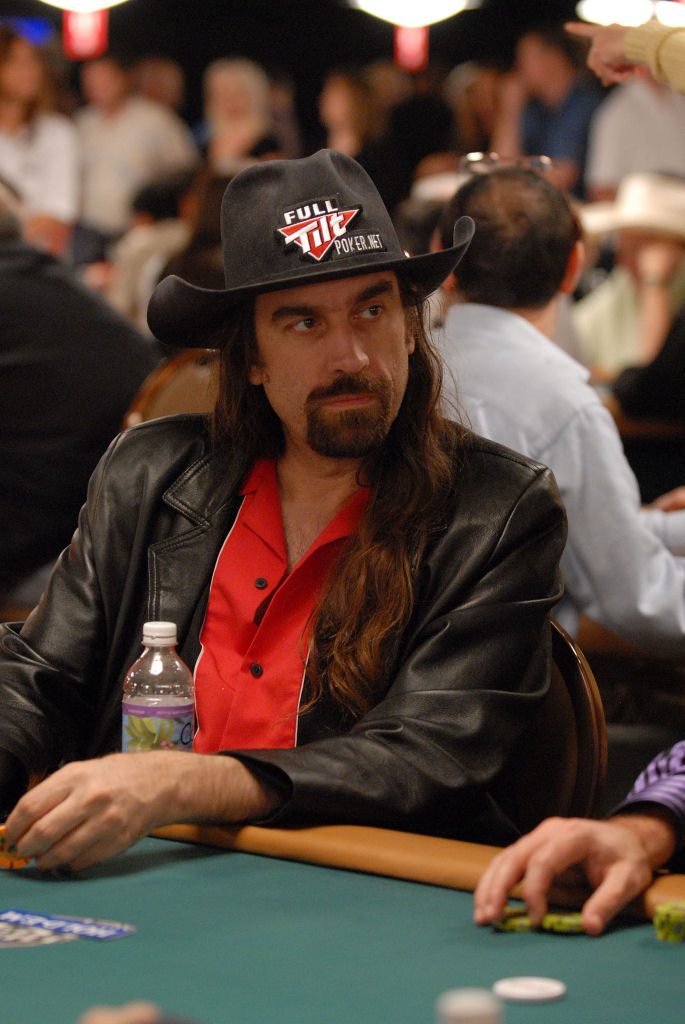
Chris Ferguson (2007)

Die Auszeichnung als Player of the Year erhielt der Spieler, der über alle Turniere hinweg die meisten Punkte sammelte. Diese beinhalteten auch die Ergebnisse der Hauptturnierserie, die vom 30. Mai bis 22. Juli 2017 in Las Vegas ausgespielt wurde. Sieger Chris Ferguson gewann ein Bracelet und erreichte insgesamt vier Finaltische und 23-mal die Geldränge.
| Platz | Herkunft           | Spieler          | Punkte  |
| ----- | ------------------ | ---------------- | ------- |
| 1     | Vereinigte Staaten | Chris Ferguson   | 1178,53 |
| 2     | Vereinigte Staaten | John Racener     | 1042,04 |
| 3     | Vereinigte Staaten | Ryan Hughes      | 0994,35 |
| 4     | Kanada             | Mike Leah        | 0910,01 |
| 5     | Vereinigte Staaten | John Monnette    | 0865,21 |
| 6     | Belgien            | Kenny Hallaert   | 0838,35 |
| 7     | Vereinigte Staaten | Alex Foxen       | 0833,45 |
| 8     | Italien            | Dario Sammartino | 0775,89 |
| 9     | Vereinigte Staaten | Raymond Henson   | 0768,49 |
| 10    | Vereinigte Staaten | Ben Yu           | 0766,49 |